# Брцковляни
Брцковляни (хорв. Brckovljani) — община в Хорватии, входит в Загребскую жупанию. Община включает 13 населённых пунктов. По данным 2001 года, в ней проживало 6816 человек. Общая площадь общины составляет 71,1 км².